# باشماكوفو (بينزا)
باشماكوفو (بالروسية: Башмаково) هي مدينة في مقاطعة بانزا أوبلاست في روسيا.
يبلغ عدد سكانها حوالي 9624 نسمة.